# Эрскин, Томас, 2-й лорд Эрскин
Сэр Томас Эрскин (англ. Sir Thomas Erskine; умер в 1494) — шотландский аристократ, 2-й лорд Эрскин. Считается де-юре 14-м графом Маром.
Томас Эрскин был сыном Роберта Эрскина, 1-го лорда Эрскина, и Элизабет Линдси. До января 1441 года он был посвящён в рыцари. После смерти отца между 7 сентября 1451 года и 6 ноября 1452 года он унаследовал семейные владения и титул лорда Эрскина. Сэр Томас занимал должность шерифа Стерлинга. Он женился на Джанет Дуглас, и в этом браке родились:
- Александр[5];
- Изабель, жена Патрика Грэма[6];
- Хелен[7];
- Маргарет, жена Уильяма Кейта[8];
- Элизабет, жена сэра Александра Гордона[2].

Сэр Томас умер в 1494 году. В конце XIX века комитет британской Палаты лордов постановил, что Эрскины с 1404 года должны считаться носителями титула графа Мара; соответственно Томас стал посмертно 14-м графом из этой семьи.